# Johnny Araya Monge
Johnny Francisco Araya Monge (Palmares, 29 de abril de 1957) es un ingeniero y político costarricense. Fue Ejecutivo Municipal de San José, capital de Costa Rica entre 1991 y 1998 y posteriormente asumió como sustitución al cargo de ejecutivo municipal la alcaldía de la capital en los periodos 1998-2013 y 2016-2024. También fue candidato presidencial del Partido Liberación Nacional para las Elecciones presidenciales de Costa Rica de 2014.  Es sobrino de Luis Alberto Monge, presidente de la República entre 1982 y 1986. Cotidianamente la población considera sus 23 años al mando como un causa directa del deterioro físico y de su seguridad a la capital y el país, que en menos de 20 años pasó del puesto 18 al 54 en el Índice de paz global. 

## Trayectoria
Nació en Palmares, el 29 de abril de 1957. Cursó estudios universitarios en ingeniería agrónoma en la Universidad de Costa Rica graduándose en 1980. Está casado con la odontóloga Sandra León, su quinta esposa.
Inició su carrera política en el partido de izquierda Movimiento Revolucionario del Pueblo, miembro de la coalición Pueblo Unido. Ejerció como regidor del Consejo Municipal de San José para el período 1982-1986, electo Ejecutivo Municipal de San José de 1991 a 1998. Fue reelecto Alcalde Municipal de San José desde 1998.
Fue aspirante a la nominación presidencial por el Partido Liberación Nacional en las elecciones nacionales del 2010, las cuales perdió frente a la otra candidata Laura Chinchilla, quien eventualmente obtendría la presidencia.

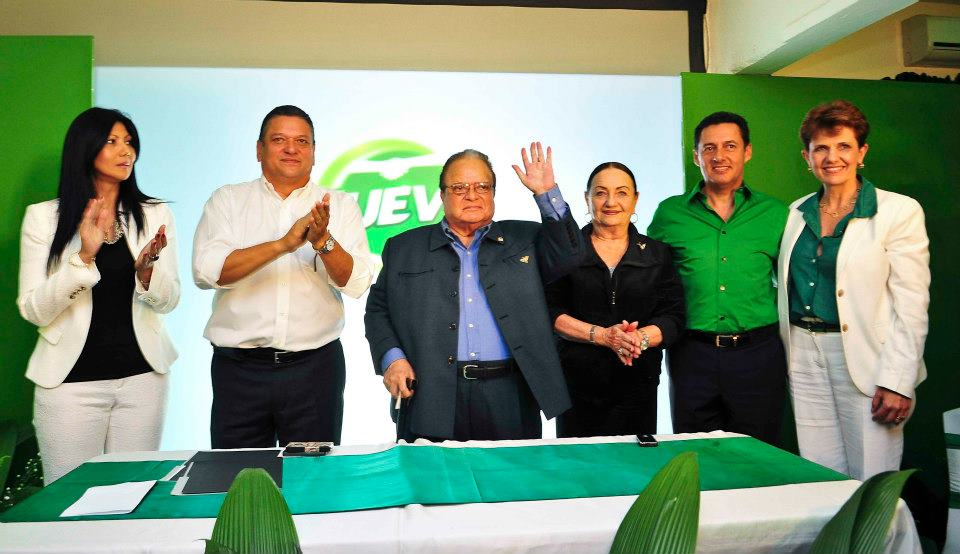
Johnny Araya anuncia su precandidatura presidencial. A su lado Antonio Álvarez Desanti, Nuria Marín Raventós, Luis Alberto Monge y otros dirigentes liberacionistas.

Ejerció diversos cargos a nivel nacional e internacional como Vicepresidente para la Región de México Centroamérica y el Caribe de la Unión de Ciudades Capitales de Iberoamérica (UCCI) en el periodo 1996-2000, Presidente del Convenio Cooperativo Intermunicipal (COCIM) del Área Metropolitana, Presidente Delegado Federación Mundial de Ciudades Unidas, miembro del Buró Ejecutivo de la Federación Mundial de Ciudades Unidas, Vicepresidente de la Unión de Ciudades Capitales Iberoamericanas (UCCI) para el periodo 2010-2012 y Presidente del Comité organizador de los Juegos Deportivos Centroamericanos San José 2013.
El 18 de septiembre del 2012 Araya anunció en el Balcón Verde su precandidatura presidencial de cara a las elecciones internas del Partido Liberación Nacional la cual fue ratificada el 31 de enero de 2013 tras el retiro de los demás aspirantes. Durante 2012 fue la personalidad costarricense con índices de popularidad más favorables.
La candidatura oficial se anunció la noche del 6 de junio de 2013 en el redondel de Palmares, su pueblo natal.
Araya fue el segundo candidato más votado en los comicios, tras Luis Guillermo Solís del opositor Partido Acción Ciudadana, obteniendo 29% de los votos, pero pudiendo pasar a una segunda ronda contra Solís. Desistió de sus aspiraciones presidenciales el 5 de marzo de 2014 argumentando falta de recursos y que las encuestas le eran desfavorables. Araya obtuvo el 22% de los votos en segunda ronda perdiendo frente a Luis Guillermo Solís, que consiguió el 78%.
Araya fue sancionado por el Tribunal de Ética del Partido Liberación Nacional con la suspensión por cuatro años a raíz de su renuncia como candidato en las elecciones. El tribunal alegó que tal decisión violentaba los estatutos del partido, el Código Electoral y la Constitución. La suspensión le prohíbe participar en actividades del partido, asambleas así como ser candidato a cualquier cargo de elección popular.

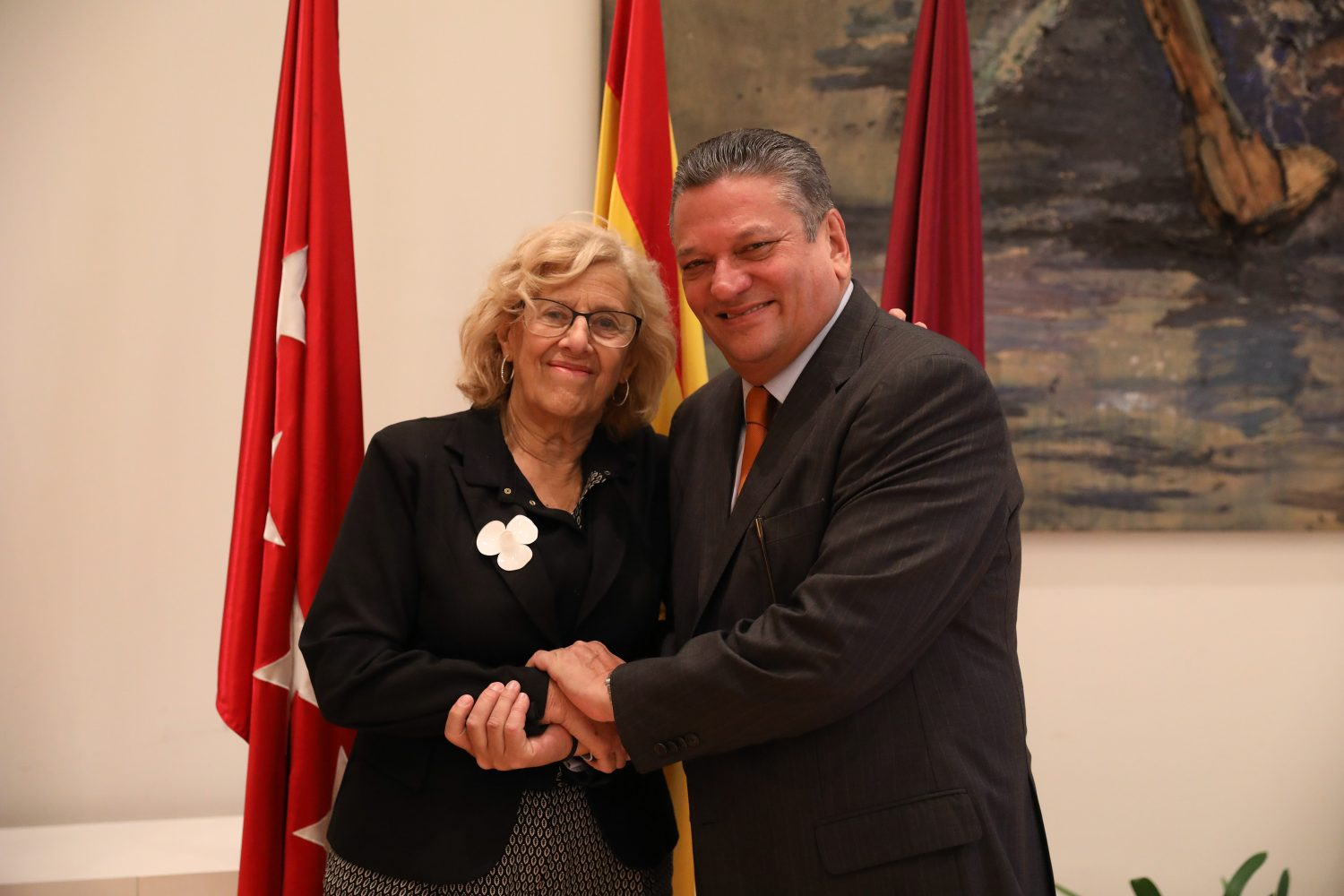
En mayo de 2018 junto con Manuela Carmena.

En septiembre de 2015 Araya anunció que sería candidato a alcalde de San José mediante el partido cantonal Alianza por San José, resultando victorioso en las elecciones josefinas de 2016.

## Controversias y procesos judiciales
Durante el año 2005 el periódico La Nación publicó una serie de noticias en donde se vinculó a la empresa EBI con supuestos actos de corrupción con Araya y varios regidores para obtener la aprobación municipal para el relleno sanitario municipal ubicado en La Carpio. Araya desmintió la existencia de esos pagos.
En el 2011 el Tribunal Supremo de Elecciones decidió no cancelar sus credenciales por haber dado información inexacta sobre su domicilio. La Inspección Electoral de ese Tribunal había determinado que cuando Araya renovó sus cédulas en los años 2003 y 2010 indicó que vivía en el distrito de Carmen de San José, aunque su residencia verdadera estaba en el cantón de Escazú. El Tribunal determinó que era improcedente valorar cinco años después si el requisito formal para presentar la candidatura como alcalde se había cumplido correctamente, pero remitió denuncia de los hechos ante el Ministerio Público por presunta falsedad ideológica.
También en enero de 2011 la Contraloría General de la República determinó que Araya tenía responsabilidad administrativa respecto a la ejecución de pagos para el proyecto de renovación del catastro municipal, que databa del 2002 y costó al municipio cerca de $2 millones. En el informe la Contraloría recomendó suspender al Alcalde por quince días de sus funciones.
Durante 22 años en la Municipalidad de San José, cumplió el 27% de sus metas. Además, incumplió con la presentación de los informes de labores como lo solicita la Auditoría Interna del municipio.
Durante una entrevista para el periódico La Teja el aspirante a candidato mostró desconocimiento de los precios de la canasta básica.
En noviembre del 2012 llegó a sumar 10 causas abiertas en la Fiscalía de Probidad, Transparencia y Anticorrupción.
Seis de esas causas fueron abiertas en el año 2012 en contra del funcionario, dos de ellas por enriquecimiento ilícito, dos por el delito de peculado, una por corrupción y otra más por prevaricato.
El 3 de abril de 2014 el diario Semanario Universidad publicó una noticia en donde denunciaba un viaje secreto de Araya en 2013 a Panamá con el presidente de la empresa MECO, la cual tiene varios contratos con el gobierno. Araya era alcalde en el momento y oficialmente candidato del Partido Liberación Nacional. Viajó junto a su jefe de campaña y candidato a diputado Antonio Álvarez Desanti, quien está cuestionado por tenencia de tierras indígenas en Panamá.

### Caso Diamante
En noviembre de 2021, Araya en su condición de Alcalde de San José, fue arrestado por el Organismo de Investigación Judicial al ser sospechoso de corrupción en la licitación de obra pública al beneficiar, a cambio de sobornos de distinto tipo, a la empresa constructora MECO. Está operación del OIJ se denominó "Caso Diamante" y resultó también en el arresto de los alcaldes de Alajuela, Cartago, Escazú, San Carlos, Siquirres y Osa; todos ellos acusados del mismo tipo de corrupción.
Los anteriores arrestos ocurren poco después de que en junio de 2021 el OIJ arrestará a los dueños de MECO y H. Solís, Carlos Cerdas y Mélida Solís respectivamente, así como más de una decena de funcionarios estatales del Consejo Nacional de Viabilidad y del Ministerio de Obras Públicas y Transportes, al descubrirse casos de corrupción en la licitación de obras públicas, principalmente carreteras, en las altas esferas del gobierno costarricense.
| Predecesor: Omar Rojas Donato 1990-1991        | Ejecutivo Municipal de San José 1991-1998 | Sucesor: Último titular como Alcalde de San José |
| Predecesor: Primer titular Ejecutivo Municipal | Alcalde de San José 1998-2013             | Sucesor: Sandra García Pérez 2013-2016           |
| Predecesor: Sandra García Pérez 2013-2016      | Alcalde de San José 2016-2024             | Sucesor: Diego Miranda Méndez 2024-              |